# Židovský hřbitov v Dlouhém Újezdě
Židovský hřbitov v Dlouhém Újezdě, založený před rokem 1737, je situován na kraji lesa západně od obce Dlouhý Újezd. Přístupný je od polní cesty vedoucí na jihovýchod od posledních domů na kraji vsi na jih přes les.
Proběhly zde i pohřby židovských občanů z okolních židovských obcí, např. z Tisové, Lesné, Částkova nebo Pavlova Studence.
Na ploše 1623 m2 se do dnešní doby dochovalo asi 250 náhrobních kamenů, z nichž nejstarší se datuje k roku 1736. Hřbitov je díky řadě barokních a klasicistních náhrobků historicky cenný.